# なんぼや
なんぼや（Nanboya）は、バリュエンスホールディングス（旧株式会社SOU）のグループ企業であるバリュエンスジャパンが運営する、ブランド品、宝石、貴金属等の買取専門店。店頭で接客を行う鑑定士を「コンシェルジュ」と呼び、自称「価格だけでなく接客に力を入れている」。

## 概要
イメージキャラクターにタレントの関根勤やアイドルグループの関ジャニ∞を起用し、店頭買取をメインに、宅配買取、出張買取を行う。買取専門店は姉妹店である「BRAND CONCIER（ブランド コンシェル）」と合わせて全国に74店舗展開。2019年7月からは香港での買取りもスタートさせている。また、宅配買取は全国対応の通常の宅配買取のほか、23区限定の「買取now（ナウ）」や、2020年5月より開始した「Quick Sell（クイックセル）」といったサービス展開も行っている。
取扱いジャンルは時計、バッグ、宝石・ジュエリー、貴金属、アパレルなどを中心に、骨董品や美術品、酒類や食器など。仕入れた商品は主に、自社で運営するBtoBオークション「STAR BUYERS AUCTION（スターバイヤーズオークション）」や小売店・ECサイト「ALLU（アリュー）」などで販売する。

## 沿革
- 2007年　大阪・難波に「ナンバdeなんぼ屋（現なんぼや）」オープン[7]
- 2009年　東京進出[8]
- 2014年　「元カレが、サンタクロース」 電車窓上広告実施[9]
- 2014年　姉妹店「BRAND CONCIER」スタート
- 2015年　自称業界初　LINEビジネスコネクトを使用した「LINEで査定」開始
- 2016年　イメージキャラクターに関根勤を起用[10]
- 2019年　香港での買取スタート
- 2020年　「Quick Sell」スタート[11]
- 2022年　イメージキャラクターに関ジャニ∞を起用

## 店舗
全国142店舗(グループ含む）で展開

## 関連会社
- バリュエンスホールディングス